# Constante de Backhouse
La constante de Backhouse es una constante matemática que lleva el nombre de Nigel Backhouse. Su valor es de aproximadamente 1,456 074 948.
Se define utilizando la serie de potencias tal que los coeficientes de términos sucesivos son los números primos: 
{\displaystyle P(x)=1+\sum _{k=1}^{\infty }p_{k}x^{k}=1+2x+3x^{2}+5x^{3}+7x^{4}+\cdots } y su inverso multiplicativo como una serie formal de potencias, 
{\displaystyle Q(x)={\frac {1}{P(x)}}=\sum _{k=0}^{\infty }q_{k}x^{k}.}
Por tanto:
{\displaystyle \lim _{k\to \infty }\left|{\frac {q_{k+1}}{q_{k}}}\right\vert =1.45607\ldots }.
Este límite fue conjeturado por Nigel Backhouse, y tiempo después probado por Philippe Flajolet.